# Ján Ičo
Ján Ičo (* 6. ledna 1980, Košice) je vietnamista.

## Vzdělání a výzkum
V roce 2012 ukončil doktorské studium. V letech 2000–2004 vystudoval obor vietnamistika na Ústavu Dálného východu (Filozofická fakulta Univerzity Karlovy v Praze). V akademickém roce 2002/2003 absolvoval stáž na Vietnamské národní univerzitě v Hanoji. Je zakládajícím členem občanského sdružení Klub Hanoi.
V letech 2004–2015 působil na oboru Etnologie se specializací vietnamistika na Ústavu Dálného východu východu FF UK. Podílel se na přednáškách: Myšlení Dálného východu, Náboženství v Indočíně, Úvod do vietnamské literatury, Dějiny Vietnamu, Úvod do dějin starší buddhistické literatury a vietnamský jazyk. V letech 2016–2017 působil na Katedře asijských studií (Filozofická fakulta Univerzity Palackého v Olomouci).
Překládá, tlumočí a publikuje.

## Překlady a publikační činnost
- Encyclopaedia Beliana (editor a spoluautor)
- S vietnamskými dětmi na českých školách (spoluautor) Jinočany: H & H, 2006.
- Krejčovský závod Saigon (jeden z překladatelů) Praha: Kontinenty : Gutenberg, 2008.
- Dějiny Vietnamu (spoluautor) Praha: Nakladatelství Lidové noviny, 2008.
- Náboženství ve Vietnamu Praha: Muzeum hl. m. Prahy, 2010.
- Současná problematika východoasijských menšin v ČR (jeden z autorů) Olomouc: Univerzita Palackého v Olomouci, 2010.
- Slovník vietnamské literatury (spoluautor) Praha: Libri 2011.
- Tradice a proměny. Mýtus, historie a fikce v Asii. (spoluautor) Praha: FF Univerzity Karlovy 2014